# Henan
Henan (en chino, 河南; pinyin, Hénán (escuchar)ⓘ) es una provincia de la República Popular China, ubicada en la parte central del país. Con cerca de 100 millones de habitantes (censo del año 2020) es la tercera provincia más poblada del país, solo por detrás de Cantón y Shandong. Su capital es Zhengzhou.
Henan es la cuna de la civilización china, con más de 3200 años de historia registrada, y siguió siendo el centro cultural, económico y político de China hasta hace aproximadamente 1000 años.
La provincia alberga muchos sitios patrimoniales que han quedado atrás, como las ruinas de la capital de la dinastía Shang, Yin, y el Templo Shaolin. Cuatro de las ocho grandes capitales antiguas de China, Luoyang, Anyang, Kaifeng y Zhengzhou, están en Henan. La práctica del taichí también comenzó en el pueblo de Chen Jia Gou (estilo Chen), al igual que los estilos posteriores Yang y Wu.
Con una superficie de 167 000 km², Henan cubre una gran parte de la fértil y densamente poblada Llanura del Norte de China. Sus provincias vecinas son Shaanxi, Shanxi, Hebei, Shandong, Anhui y Hubei. Henan es la tercera provincia más poblada de China, con más de 94 millones de habitantes.
Henan es la quinta economía provincial de China y la mayor entre las provincias del interior. Sin embargo, el PIB per cápita es bajo en comparación con otras provincias del este y del centro.
Henan es una de las zonas menos desarrolladas de China económicamente. La economía sigue creciendo gracias a los precios del aluminio y el carbón, así como a la agricultura, la industria pesada, el turismo y el comercio minorista. Las industrias de alta tecnología y el sector servicios están poco desarrollados y se concentran en torno a Zhengzhou y Luoyang.

## Toponimia
Aunque el nombre de la provincia Henan  [/Jən-nan/] significa "al sur del río [Amarillo]", aproximadamente una cuarta parte de la provincia se encuentra al norte del río Amarillo. 
Se la conoce a menudo como Zhongyuan o Zhongzhou (中州), que significa literalmente "llanura central", aunque el nombre también se aplica a toda China propiamente dicha.
La provincia de Henan se abrevia como Yu (豫), un nombre que se remonta a Yu el Grande de la dinastía Xia. Después de controlar con éxito las inundaciones, Yu dividió el territorio en Nueve Provincias (九州 Jiu Zhou) y denominó a la zona central Provincia Yu (豫州 Yuzhou "Provincia pacífica"). 
Según los Ritos de Zhou en el capítulo Zhi Fang (周礼·职方) dice; "A Henan se le llama Yuzhou (豫州), y como Yuzhou está en el centro de las Nueve Provincias, se dice que su esencia es la tranquilidad". Y añade; "Recibe la energía armónica del equilibrio, y su naturaleza es pacífica y relajada, de ahí el nombre 'Yu'.

## Historia

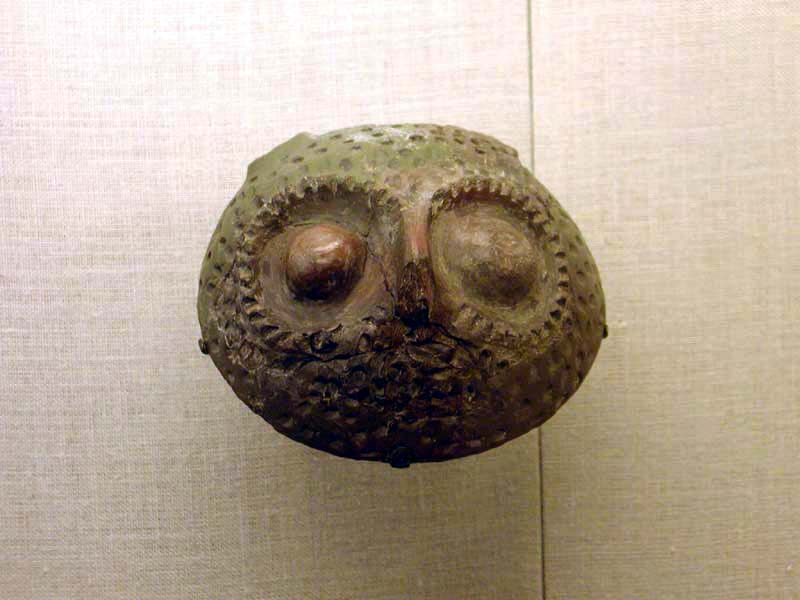
Recipiente Yangshao que representa el rostro de un búho.

Ampliamente considerada como una de las cunas de la civilización china, junto con las provincias de Shanxi y Shaanxi, Henan es conocida por su prosperidad histórica y sus periódicas caídas. La prosperidad económica se debe a sus extensas llanuras fértiles y a su ubicación en el centro del país. Sin embargo, su situación estratégica también significa que ha sufrido casi todas las guerras importantes de China. Además, las numerosas inundaciones del río Amarillo han causado importantes daños de vez en cuando. Kaifeng, en particular, ha sido sepultada por el limo del río Amarillo en siete ocasiones debido a las inundaciones.

### Antigüedad
Los yacimientos arqueológicos revelan que culturas prehistóricas como la Cultura Yangshao y la Cultura Longshan estuvieron activas en lo que hoy es el norte de Henan desde el Neolítico. La cultura Erlitou, más reciente, ha sido identificada de forma controvertida con la dinastía Xia, la primera y en gran medida legendaria dinastía china que se estableció, aproximadamente, en el siglo XXI antes de Cristo. Prácticamente todo el reino existía en lo que hoy es el norte y el centro de Henan.
La dinastía Xia se derrumbó hacia el siglo XVI a. C. tras la invasión de Shang, un estado vasallo vecino centrado en la actual Shangqiu, en el este de Henan. La dinastía Shang (siglos XVI-XI a. C.) fue la primera dinastía alfabetizada de China. Sus numerosas capitales se encuentran en las actuales ciudades de Shangqiu, Yanshi y Zhengzhou. Su última y más importante capital, Yin, situada en la moderna Anyang, es donde se creó la primera escritura china.

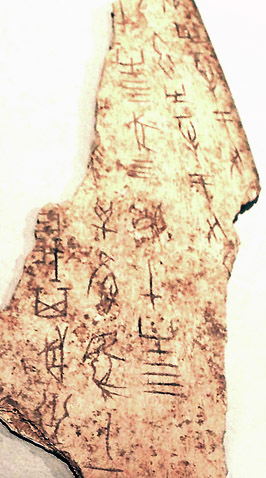
Escritura en hueso de la dinastía Shang, la primera forma de escritura china.

En el siglo XI a. C., la dinastía Zhou de Shaanxi llegó desde el oeste y derrocó a la dinastía Shang. La capital se trasladó a Chang'an, y el centro político y económico se alejó de Henan por primera vez. En el 722 a. C., cuando Chang'an fue devastada por las invasiones de los xionitas, la capital fue trasladada de nuevo al este, a Luoyang. Así comenzó el periodo de primavera y otoño, un periodo de guerras y rivalidades. Lo que ahora es Henan y toda China estaba dividida en una serie de pequeños estados independientes, en constante guerra por el control de la llanura central. Aunque se le consideraba formalmente el gobernante de China, el control que el rey Zhou de Luoyang ejercía sobre los reinos feudales había desaparecido prácticamente. A pesar del prolongado periodo de inestabilidad, en esta época surgieron destacados filósofos, como Confucio, que ofrecieron sus ideas sobre cómo debía gestionarse un estado. Lao-Tse, el fundador del taoísmo, nació en el norte de Chu, parte de la actual Henan.
Más tarde, estos estados fueron sustituidos por siete grandes y poderosos estados durante el periodo de los reinos combatientes, y Henan se dividió en tres estados, el Wei al norte, el Chu al sur y el Han en el centro. En el año 221 a. C., las fuerzas del Estado de Qin de Shaanxi conquistaron los otros seis estados, poniendo fin a 800 años de guerra.

### Época imperial
Ying Zheng, el líder de Qin, se coronó a sí mismo (220 a. C.) como Primer Emperador. Abolió el sistema feudal y centralizó todos los poderes, estableciendo la dinastía Qin y unificando el núcleo de la patria china Han por primera vez. El imperio se derrumbó rápidamente tras la muerte (210 a. C.) de Ying Zheng y fue sustituido por la dinastía Han en el 206 a. C., con capital en Chang'an. Así comenzó una edad de oro de la cultura, la economía y el poderío militar chinos. La capital se trasladó al este, a Luoyang, en el año 25 d. C., en respuesta a un golpe de Estado en Chang'an que creó la efímera dinastía Xin. Luoyang recuperó rápidamente el control de China y comenzó la dinastía Han Oriental (25-220), que prolongó la edad de oro durante otros dos siglos.
A finales de la dinastía Han Oriental se produjeron guerras y rivalidades entre los caudillos regionales. Xuchang, en el centro de Henan, fue la base de poder de Cao Cao, que finalmente consiguió unificar todo el norte de China bajo el reino de Wei. Wei trasladó entonces su capital a Luoyang, que siguió siendo la capital tras la unificación de China por la dinastía Jin Occidental. Durante este periodo, Luoyang se convirtió en una de las ciudades más grandes y prósperas del mundo, a pesar de haber sido dañada repetidamente por las guerras.
Con la caída de la dinastía Jin Occidental en los siglos IV y V, los pueblos nómadas del norte invadieron el norte de China y establecieron muchos regímenes sucesivos en el norte de China, incluido Henan. Estos pueblos fueron asimilados gradualmente a la cultura china en un proceso conocido como sinificación.
La efímera dinastía Sui volvió a reunificar China en 589 con su capital de nuevo en Chang'an. Se derrumbó debido al costoso intento del emperador Sui Yang de trasladar la capital de Chang'an a Luoyang y a la construcción de muchos palacios extravagantes allí. La sucesiva dinastía Tang (618-907) mantuvo su capital en Chang'an, marcando el inicio de la segunda edad de oro de China, siendo Henan uno de los lugares más ricos del imperio.

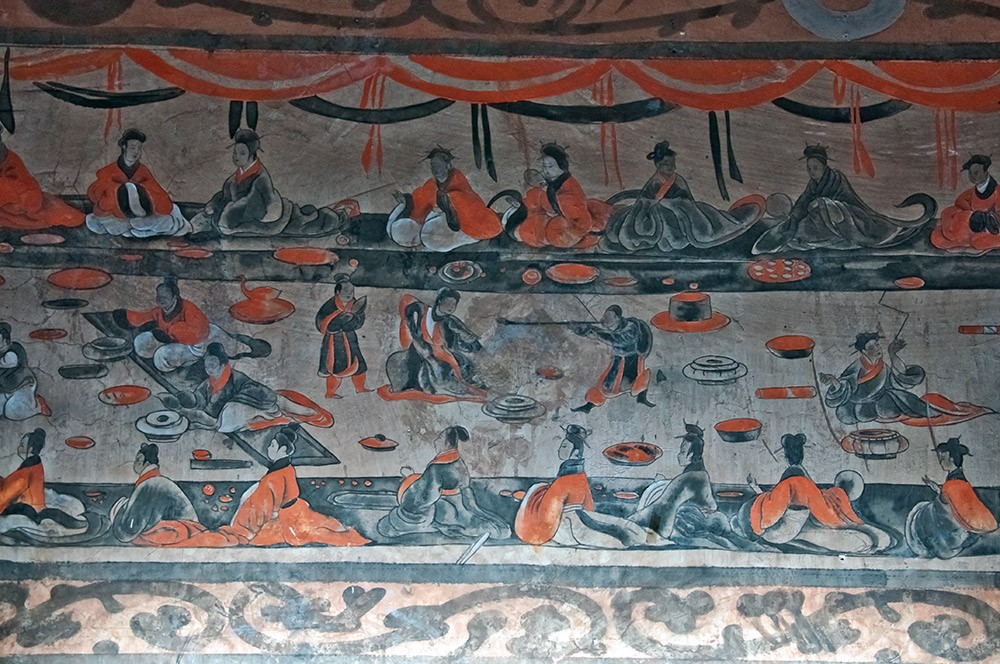
Mural de una tumba china de finales de la dinastía Han (25-220 d. C.) que muestra animadas escenas de un banquete, danza y música, acrobacias y lucha, procedente de las tumbas de Dahuting Han, en la orilla sur del río Suihe, en Xinmi

La dinastía Tang duró tres siglos antes de sucumbir a las luchas internas. En el Período de las Cinco Dinastías y los Diez Reinos (907-960) que siguió, Kaifeng, en el este de Henan, se convirtió en la capital de cuatro dinastías. La dinastía Song, que reunificó China en 982, también tuvo su capital en Kaifeng. Bajo el gobierno de los Song, China entró en otra era de cultura y prosperidad, y Kaifeng superó a Luoyang y Chang'an como la mayor ciudad de China y del mundo. Sin embargo, en 1127, la dinastía Song sucumbió ante los invasores Jurchen (dinastía Jin) del norte en la guerra Jin-Song, y en 1142 cedió todo el norte de China, incluido Henan. El gobierno Song trasladó su capital a Hangzhou, en el sur de China, que bajo la dinastía Song del Sur (1127-1279) siguió disfrutando de una relativa prosperidad económica y cultural. Un prolongado periodo de paz y prosperidad cultural y económica en la región de Jiangnan, en el delta del río Yangtze (el moderno sur de Jiangsu, el norte de Zhejiang y Shanghái), hizo de ésta el nuevo centro de la cultura y la economía chinas.
Kaifeng fue la "capital del sur" de los jurchen a partir de 1157 (otras fuentes hablan de 1161) y fue reconstruida durante este tiempo. Pero los jurchen mantuvieron su capital principal más al norte, hasta 1214, cuando se vieron obligados a trasladar la corte imperial hacia el sur, a Kaifeng, para huir del ataque de los mongoles. En 1234 sucumbieron ante las fuerzas combinadas de los mongoles y la dinastía Song. Los mongoles tomaron el control y en 1279 conquistaron toda China, estableciendo la dinastía Yuan y creando el equivalente a la moderna provincia de Henan, con fronteras muy similares a las actuales. Ni sus territorios ni su papel en la economía cambiaron bajo las dinastías posteriores. Henan siguió siendo importante en las dinastías Ming (1368-1644) y Qing (1644-1911) que le siguieron, aunque su economía se fue deteriorando poco a poco debido a los frecuentes desastres naturales.

### Época republicana
La dinastía Qing fue derrocada por la Revolución de 1911 y luego se estableció la República de China en 1912, durante la cual un hombre de Henan, Yuan Shikai, desempeñó un papel importante y por ello se convirtió en el primer presidente de la República de China. La construcción y ampliación del ferrocarril de Pinghan y del ferrocarril de Longhai habían convertido a Zhengzhou, una ciudad de condado menor en aquella época, en un importante centro de transporte. A pesar del auge de Zhengzhou, la economía general de Henan se tambaleó repetidamente, ya que fue la más afectada por las numerosas catástrofes que azotaron a China en su era moderna.
Henan sufrió mucho durante la Segunda Guerra Chino-Japonesa. En 1938, cuando el Ejército Imperial Japonés capturó Kaifeng, el gobierno dirigido por Chiang Kai-shek bombardeó la presa de Huayuankou en Zhengzhou para evitar que las fuerzas japonesas siguieran avanzando. Sin embargo, esto provocó una inundación masiva en Henan, Anhui y Jiangsu que causó cientos de miles de muertos. En 1942 Henan se vio afectado por una gran hambruna resultante de una mezcla de sequía, langostas y destrucción causada por la guerra. Las autoridades chinas y japonesas continuaron con las políticas de requisición de grano a pesar de la escasez de alimentos, lo que hizo que el número de muertos fuera mucho mayor de lo que podría haber sido de otro modo.
En 1954, el nuevo gobierno de la República Popular China trasladó la capital de Henan de Kaifeng a Zhengzhou, debido a su importancia económica. La República Popular China había creado antes una efímera provincia de Pingyuán, formada por lo que hoy es el norte de Henan y el oeste de Shandong, con Xinxiang como capital. Esta provincia fue abolida en 1952.
En 1958, Yashan, en el condado de Suiping (Henan), se convirtió en la primera comuna popular de China, anunciando el inicio del Gran Salto Adelante. En las posteriores hambrunas de principios de la década de 1960, atribuidas popularmente al Gran Salto Adelante, Henan fue una de las más afectadas y se perdieron millones de vidas. Sufriendo la hambruna y el caos económico causados por el Gran Salto, los habitantes de Henan ofrecieron una resistencia de bajo nivel, principalmente a través del bandolerismo. Sin embargo, en 1959 estalló un levantamiento campesino completo que sólo fue derrotado tras veinte días de lucha.
Una destructiva inundación del río Huai en el verano de 1950 provocó la construcción a gran escala de presas en sus afluentes en el centro y el sur de Henan. Desgraciadamente, muchas de las presas no fueron capaces de resistir los niveles extraordinariamente altos de lluvia causados por el tifón Nina en agosto de 1975. Sesenta y dos presas, la mayor de las cuales fue la presa de Banqiao, en el condado de Biyang, se derrumbaron; las catastróficas inundaciones, que se extendieron por varios condados de la prefectura de Zhumadian y más abajo, mataron al menos a 26.000 personas. Las estimaciones no oficiales de pérdidas de vidas humanas, incluyendo las muertes por las epidemias y la hambruna subsiguientes, oscilan entre 85.600, 171.000 e incluso 230.000. Se considera la catástrofe relacionada con las presas más mortífera de la historia de la humanidad.
A principios de la década de 1970, China era uno de los países más pobres del mundo, y Henan era una de las provincias más pobres de China. Sin embargo, en 1978, cuando Deng Xiaoping inició la política de puertas abiertas y abrió el país al comercio, China entró en un boom económico que continúa en la actualidad. El auge no llegó inicialmente a las provincias del interior, como Henan, pero en la década de 1990 la economía de Henan se expandía a un ritmo incluso más rápido que la de China en general.
En noviembre de 2004 se declaró la ley marcial en el condado de Zhongmou (Henan) para sofocar los mortíferos enfrentamientos étnicos entre los chinos han y los chinos hui musulmanes. El número de muertes registrado osciló entre 7 y 148.

## División administrativa
Henan está dividida en diecisiete divisiones a nivel de prefectura: todas las ciudades a nivel de prefectura; junto con una ciudad a nivel de condado administrada directamente (una ciudad a nivel de subprefectura):
| Zhengzhou Kaifeng Luoyang Pingdingshan Anyang Hebi Xinxiang Jiaozuo Puyang Xuchang Luohe Sanmenxia Nanyang Shangqiu Xinyang Zhoukou Zhumadian Jiyuan █ Divisiones administradas provinciales · a nivel de condado |                        |             |                           |                     |            |            |                  |  |  |  |  |  |
| Código de división | División               | Área en km² | Población (censo de 2020) | Sede                | Divisiones | Divisiones | Divisiones       |  |  |  |  |  |
| Código de división | División               | Área en km² | Población (censo de 2020) | Sede                | Distritos* | Condados   | Ciudades-condado |  |  |  |  |  |
| 410000 | Provincia de Henan     | 167000.00   | 99,366,019                | Ciudad de Zhengzhou | 54         | 82         | 21               |  |  |  |  |  |
| 410100 | Ciudad de Zhengzhou    | 7532.56     | 12,600,574                | Zhongyuan District  | 6          | 1          | 5                |  |  |  |  |  |
| 410200 | Ciudad de Kaifeng      | 6260.95     | 4,824,016                 | Gulou District      | 5          | 4          |                  |  |  |  |  |  |
| 410300 | Ciudad de Luoyang      | 15229.83    | 7,056,699                 | Luolong District    | 7          | 7          |                  |  |  |  |  |  |
| 410400 | Ciudad de Pingdingshan | 7909.42     | 4,987,137                 | Xinhua District     | 4          | 4          | 2                |  |  |  |  |  |
| 410500 | Ciudad de Anyang       | 7354.11     | 5,477,614                 | Beiguan District    | 4          | 4          | 1                |  |  |  |  |  |
| 410600 | Ciudad de Hebi         | 2136.85     | 1,565,973                 | Qibin District      | 3          | 2          |                  |  |  |  |  |  |
| 410700 | Ciudad de Xinxiang     | 8249.45     | 6,251,929                 | Weibin District     | 4          | 5          | 3                |  |  |  |  |  |
| 410800 | Ciudad de Jiaozuo      | 4000.89     | 3,521,078                 | Jiefang District    | 4          | 4          | 2                |  |  |  |  |  |
| 410900 | Ciudad de Puyang       | 4187.90     | 3,772,088                 | Hualong District    | 1          | 5          |                  |  |  |  |  |  |
| 411000 | Ciudad de Xuchang      | 4978.36     | 4,379,998                 | Weidu District      | 2          | 2          | 2                |  |  |  |  |  |
| 411100 | Ciudad de Luohe        | 6260.95     | 2,367,490                 | Yancheng District   | 3          | 2          |                  |  |  |  |  |  |
| 411200 | Ciudad de Sanmenxia    | 9936.65     | 2,034,872                 | Hubin District      | 2          | 2          | 2                |  |  |  |  |  |
| 411300 | Ciudad de Nanyang      | 26508.69    | 9,713,112                 | Wolong District     | 2          | 10         | 1                |  |  |  |  |  |
| 411400 | Ciudad de Shangqiu     | 10700.23    | 7,816,831                 | Liangyuan District  | 2          | 6          | 1                |  |  |  |  |  |
| 411500 | Ciudad de Xinyang      | 18908.27    | 6,234,401                 | Shihe District      | 2          | 8          |                  |  |  |  |  |  |
| 411600 | Ciudad de Zhoukou      | 11959.40    | 9,026,015                 | Chuanhui District   | 2          | 7          | 1                |  |  |  |  |  |
| 411700 | Ciudad de Zhumadian    | 15095.30    | 7,008,427                 | Yicheng District    | 1          | 9          |                  |  |  |  |  |  |
| |                        |             |                           |                     |            |            |                  |  |  |  |  |  |
| 419001 | Ciudad de Jiyuan**     | 1893.76     | 727,765                   | Qinyuan Subdistrict |            |            | 1                |  |  |  |  |  |
| * – incluye distritos étnicos ** – Divisiones administradas directamente a nivel de condado (Jiyuan era anteriormente parte de Jiaozuo)                                                                           |                        |             |                           |                     |            |            |                  |  |  |  |  |  |

Estas 17 ciudades a nivel de prefectura y una ciudad a nivel de condado administrada directamente de Henan se subdividen a su vez en 157 divisiones a nivel de condado (54 distritos, 21 ciudades a nivel de condado y 82 condados; la ciudad a nivel de subprefectura de Jiyuan se cuenta aquí como una ciudad a nivel de condado). Éstas se dividen a su vez en 2.440 divisiones a nivel de municipio (866 pueblos, 1.234 municipios, doce municipios étnicos y 328 subdistritos).

### Áreas urbanas
| Población por zonas urbanas de las prefecturas y ciudades de condado (censo de 2020) | Población por zonas urbanas de las prefecturas y ciudades de condado (censo de 2020) | Población por zonas urbanas de las prefecturas y ciudades de condado (censo de 2020) | Población por zonas urbanas de las prefecturas y ciudades de condado (censo de 2020) | Población por zonas urbanas de las prefecturas y ciudades de condado (censo de 2020) |
| #                                                                                    | Ciudad                                                                               | Área urbana                                                                          | Área distritai                                                                       | Ciudad propiamente dicha                                                             |
| ------------------------------------------------------------------------------------ | ------------------------------------------------------------------------------------ | ------------------------------------------------------------------------------------ | ------------------------------------------------------------------------------------ | ------------------------------------------------------------------------------------ |
| 1                                                                                    | Zhengzhou                                                                            | 3,677,032                                                                            | 4,253,913                                                                            | 8,627,089                                                                            |
| 2                                                                                    | Luoyang                                                                              | 1,584,463                                                                            | 1,926,079                                                                            | 6,549,941                                                                            |
| 3                                                                                    | Xinxiang                                                                             | 918,078                                                                              | 1,047,088                                                                            | 5,708,191                                                                            |
| 4                                                                                    | Anyang                                                                               | 908,129                                                                              | 1,146,839                                                                            | 5,173,188                                                                            |
| 5                                                                                    | Nanyang                                                                              | 899,899                                                                              | 1,811,812                                                                            | 10,263,660                                                                           |
| 6                                                                                    | Pingdingshan                                                                         | 855,130                                                                              | 1,034,042                                                                            | 4,904,701                                                                            |
| 7                                                                                    | Kaifeng                                                                              | 725,573                                                                              | 896,117                                                                              | 4,676,483                                                                            |
| (7)                                                                                  | Kaifeng (nuevo distrito)                                                             | 168,569                                                                              | 698,799                                                                              | véase Kaifeng                                                                        |
| 8                                                                                    | Jiaozuo                                                                              | 702,527                                                                              | 865,413                                                                              | 3,540,101                                                                            |
| 9                                                                                    | Xinyang                                                                              | 625,302                                                                              | 1,230,042                                                                            | 6,109,106                                                                            |
| 10                                                                                   | Shangqiu                                                                             | 618,549                                                                              | 1,536,392                                                                            | 7,362,975                                                                            |
| 11                                                                                   | Luohe                                                                                | 575,956                                                                              | 1,294,974                                                                            | 2,544,266                                                                            |
| 12                                                                                   | Hebi                                                                                 | 477,659                                                                              | 634,721                                                                              | 1,569,208                                                                            |
| 13                                                                                   | Xuchang                                                                              | 466,341                                                                              | 498,087                                                                              | 4,307,488                                                                            |
| (13)                                                                                 | Xuchang (nuevo distrito)                                                             | 208,168                                                                              | 767,449                                                                              | véase Xuchang                                                                        |
| 14                                                                                   | Puyang                                                                               | 465,980                                                                              | 655,674                                                                              | 3,598,740                                                                            |
| 15                                                                                   | Zhumadian                                                                            | 447,559                                                                              | 721,723                                                                              | 7,231,234                                                                            |
| 16                                                                                   | Dengzhou                                                                             | 415,082                                                                              | 1,468,157                                                                            | véase Nanyang                                                                        |
| 17                                                                                   | Yongcheng                                                                            | 414,312                                                                              | 1,240,382                                                                            | véase Shangqiu                                                                       |
| 18                                                                                   | Yuzhou                                                                               | 372,815                                                                              | 1,131,896                                                                            | véase Xuchang                                                                        |
| 19                                                                                   | Gongyi                                                                               | 366,265                                                                              | 807,911                                                                              | véase Zhengzhou                                                                      |
| 20                                                                                   | Xinmi                                                                                | 359,148                                                                              | 797,256                                                                              | véase Zhengzhou                                                                      |
| 21                                                                                   | Xiangcheng                                                                           | 355,449                                                                              | 1,003,698                                                                            | véase Zhoukou                                                                        |
| 22                                                                                   | Xinzheng                                                                             | 337,356                                                                              | 758,128                                                                              | véase Zhengzhou                                                                      |
| 23                                                                                   | Jiyuan                                                                               | 334,697                                                                              | 675,757                                                                              | 675,757                                                                              |
| 24                                                                                   | Linzhou                                                                              | 321,755                                                                              | 789,702                                                                              | véase Anyang                                                                         |
| 25                                                                                   | Zhoukou                                                                              | 308,360                                                                              | 505,171                                                                              | 8,953,793                                                                            |
| 26                                                                                   | Yanshi                                                                               | 300,743                                                                              | 666,696                                                                              | véase Luoyang                                                                        |
| 27                                                                                   | Ruzhou                                                                               | 296,913                                                                              | 927,934                                                                              | véase Pingdingshan                                                                   |
| 28                                                                                   | Dengfeng                                                                             | 293,028                                                                              | 668,637                                                                              | véase Zhengzhou                                                                      |
| 29                                                                                   | Sanmenxia                                                                            | 285,153                                                                              | 325,628                                                                              | 2,234,018                                                                            |
| (29)                                                                                 | Sanmenxia (nuevo distrito)                                                           | 118,388                                                                              | 343,679                                                                              | véase Sanmenxia                                                                      |
| 30                                                                                   | Changge                                                                              | 281,578                                                                              | 687,130                                                                              | véase Xuchang                                                                        |
| 31                                                                                   | Xingyang                                                                             | 269,655                                                                              | 613,804                                                                              | véase Zhengzhou                                                                      |
| 32                                                                                   | Huixian                                                                              | 261,767                                                                              | 740,435                                                                              | véase Xinxiang                                                                       |
| 33                                                                                   | Lingbao                                                                              | 231,101                                                                              | 721,049                                                                              | véase Sanmenxia                                                                      |
| 34                                                                                   | Qinyang                                                                              | 223,647                                                                              | 367,113                                                                              | véase Jiaozuo                                                                        |
| 35                                                                                   | Weihui                                                                               | 167,454                                                                              | 495,744                                                                              | véase Xinxiang                                                                       |
| 36                                                                                   | Wugang                                                                               | 147,521                                                                              | 313,828                                                                              | véase Pingdingshan                                                                   |
| 37                                                                                   | Mengzhou                                                                             | 138,393                                                                              | 447,701                                                                              | véase Jiaozuo                                                                        |
| 38                                                                                   | Yima                                                                                 | 136,461                                                                              | 144,779                                                                              | véase Sanmenxia                                                                      |

## Geografía

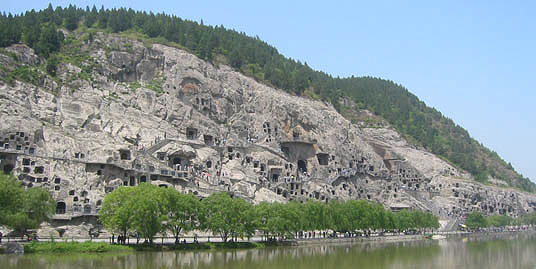
Grutas de Longmen (Monte Longmen), Luoyang, Henan

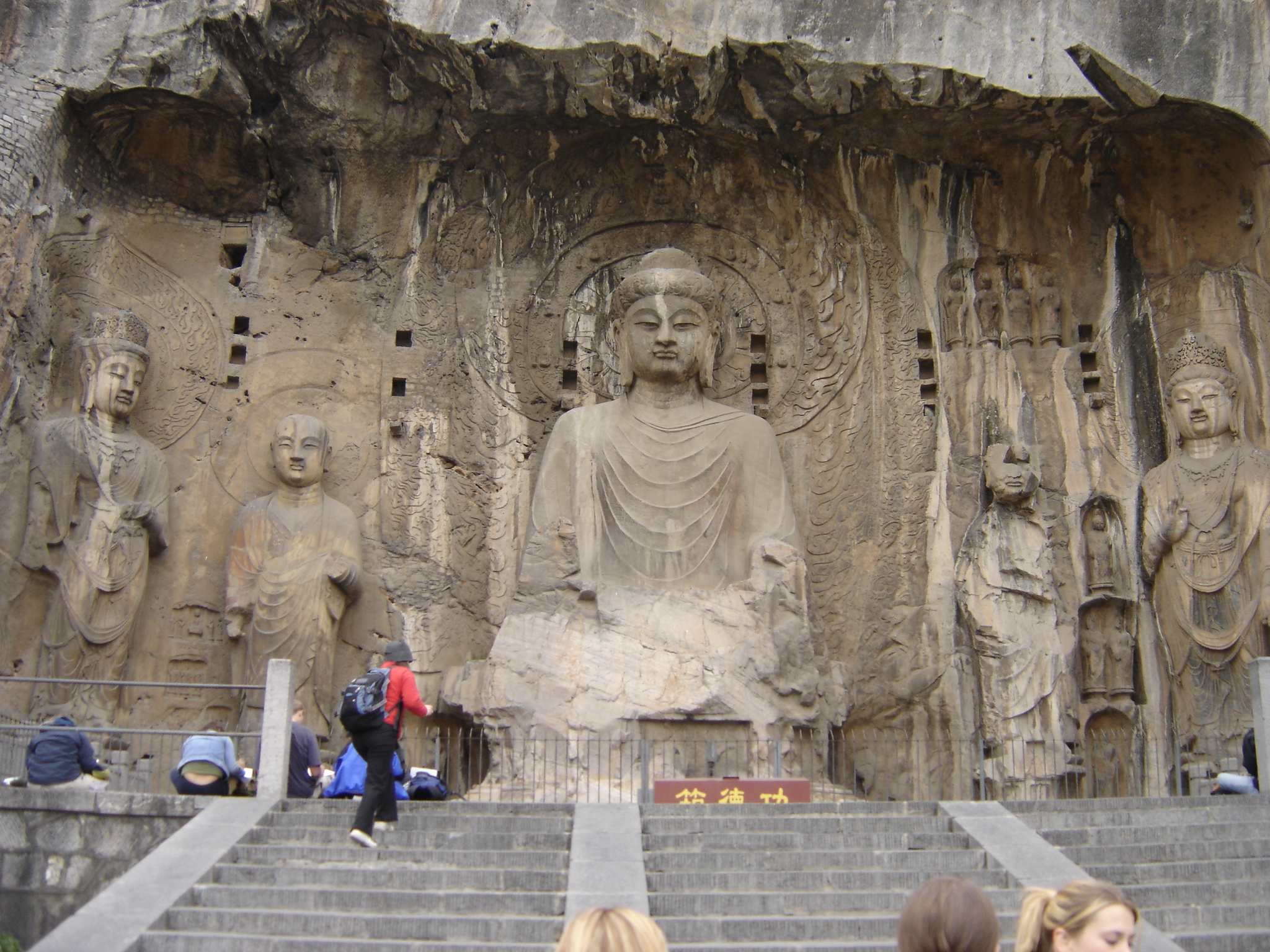
Grutas de Longmen (Monte Longmen)

La mitad oriental de Henan es llana, puesto que forma parte de la Gran Llanura China. El oeste y el sur son montañosos. Al noroeste están las montañas Taihang y al oeste las montañas Qinling. En el extremo más meridional, las montañas Dabie la separan de la vecina Hubei.
El río Amarillo atraviesa el norte de Henan. Entra por el noroeste, a través del embalse de Sanmenxia. Tras pasar por Luoyang, por efecto de la sedimentación y de las construcciones artificiales, fluye por un dique más elevado que el terreno circundante.
En Henan hay muchos embalses, entre los que cabe destacar los de Danjiangkou (en la frontera con Hubei), Sanmenxia, Suyahu, Baiguishan, Nanwan y Banqiao.
El clima es continental templado, con las mayores precipitaciones en verano. El rango de temperaturas va desde los 0 °C en enero a los 27 o 28 °C en julio.
Ciudades destacadas son: Anyang, Luohe, Xuchang, Zhengzhou, Changyuan, Jiyuan, Kaifeng, Luoyang, Nanyang, Yiyang, Zhumadian, Dengfeng, Puyang, Xinyang, Zhoukou, Xinxiang y Xinmi.

## Economía
Henan ha experimentado un rápido desarrollo de su economía en las dos últimas décadas, y su economía se ha expandido a un ritmo incluso más rápido que la media nacional del 10%. Este rápido crecimiento ha transformado a Henan de una de las provincias más pobres a una que se equipara a otras provincias centrales, aunque sigue siendo relativamente empobrecida a escala nacional. En julio de 2021, unas inundaciones extremas causaron unos daños económicos estimados en 12.700 millones de dólares en Henan.

### Agricultura

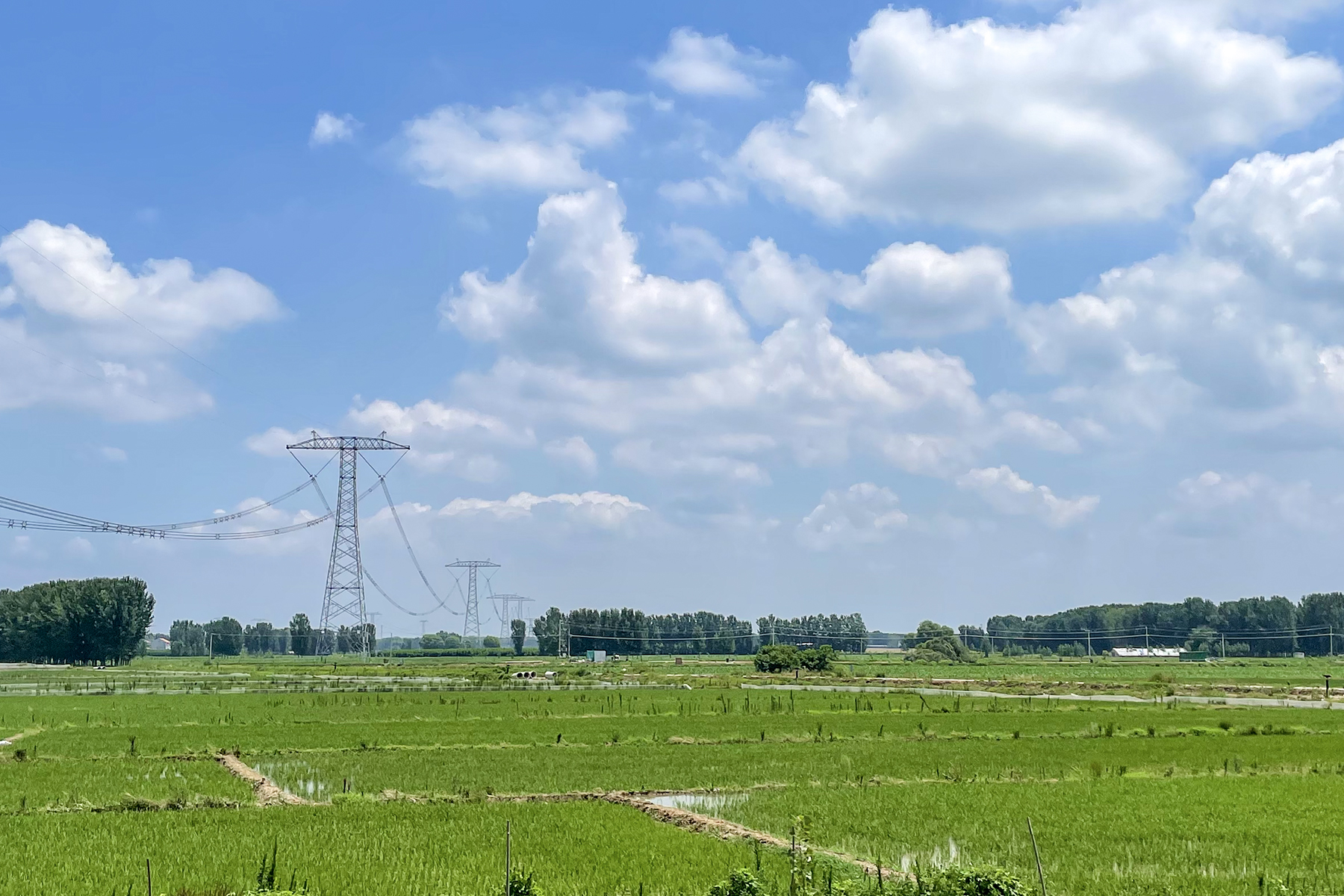
Campos de arroz en Yuangyang.

La agricultura ha sido tradicionalmente un pilar de su economía, con la mayor producción de trigo y sésamo del país y la segunda de arroz, lo que le ha valido la reputación de granero de China. Henan es también un importante productor de carne de vacuno, algodón, maíz, cerdo, aceite animal y maíz. La producción y el procesamiento de alimentos suponen más del 14% de la producción de la industria secundaria de la provincia.

### Industria
Henan es una economía semi-industrializada con un sector de servicios poco desarrollado. En 2009, las industrias primaria, secundaria y terciaria de Henan tenían un valor de 277.000 millones de RMB (40.000 millones de dólares), 1,097 billones de RMB (160.000 millones de dólares) y 563.000 millones de RMB (82.000 millones de dólares), respectivamente. 
Aunque la industria de Henan se ha basado tradicionalmente en los textiles ligeros y el procesamiento de alimentos, la evolución reciente ha diversificado el sector industrial hacia la metalurgia, el petróleo, el cemento, la industria química, la maquinaria y la electrónica. Henan posee las segundas mayores reservas de molibdeno del mundo. El carbón, el aluminio, los metales alcalinos y el tungsteno también están presentes en grandes cantidades en el oeste de Henan. Henan alberga algunas de las mayores reservas de piedra caliza de China, estimadas en más de 24.000 millones de toneladas. La exportación y transformación de estos materiales es una de las principales fuentes de ingresos.

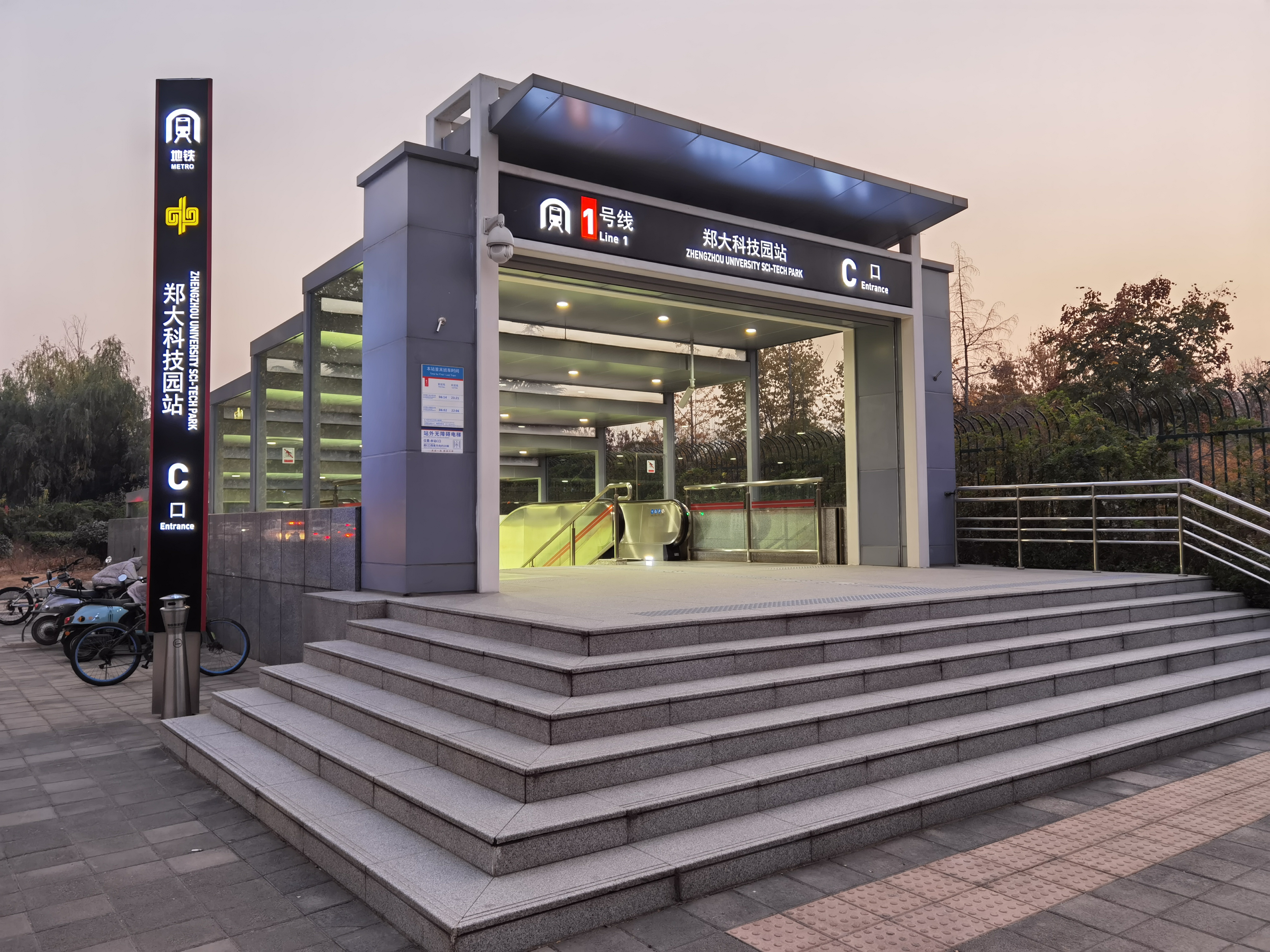
Estación de metro del Parque Científico-Tecnológico de la Zhengzhou University.

Henan está intentando activamente construir su economía en torno a la capital provincial de Zhengzhou, y se espera que la provincia pueda convertirse en un importante centro de transporte y fabricación en los próximos años. En 2008, el volumen total de comercio (importación y exportación) fue de 17.500 millones de dólares, de los cuales 10.700 millones correspondieron a exportaciones. Desde 2002, se han aprobado 7.111 empresas extranjeras y se han utilizado fondos extranjeros (IED) por valor de 10.640 millones de dólares en contratos con una IED realizada de 5.300 millones de dólares. Los intercambios con el extranjero aumentan continuamente. Se han establecido relaciones amistosas provinciales con 16 estados (distritos) de Estados Unidos, Japón, Rusia, Francia, Alemania y otros. Algunas ciudades de Henan han establecido relaciones amistosas (ciudad hermana) con treinta y dos ciudades extranjeras.

### Sector servicios

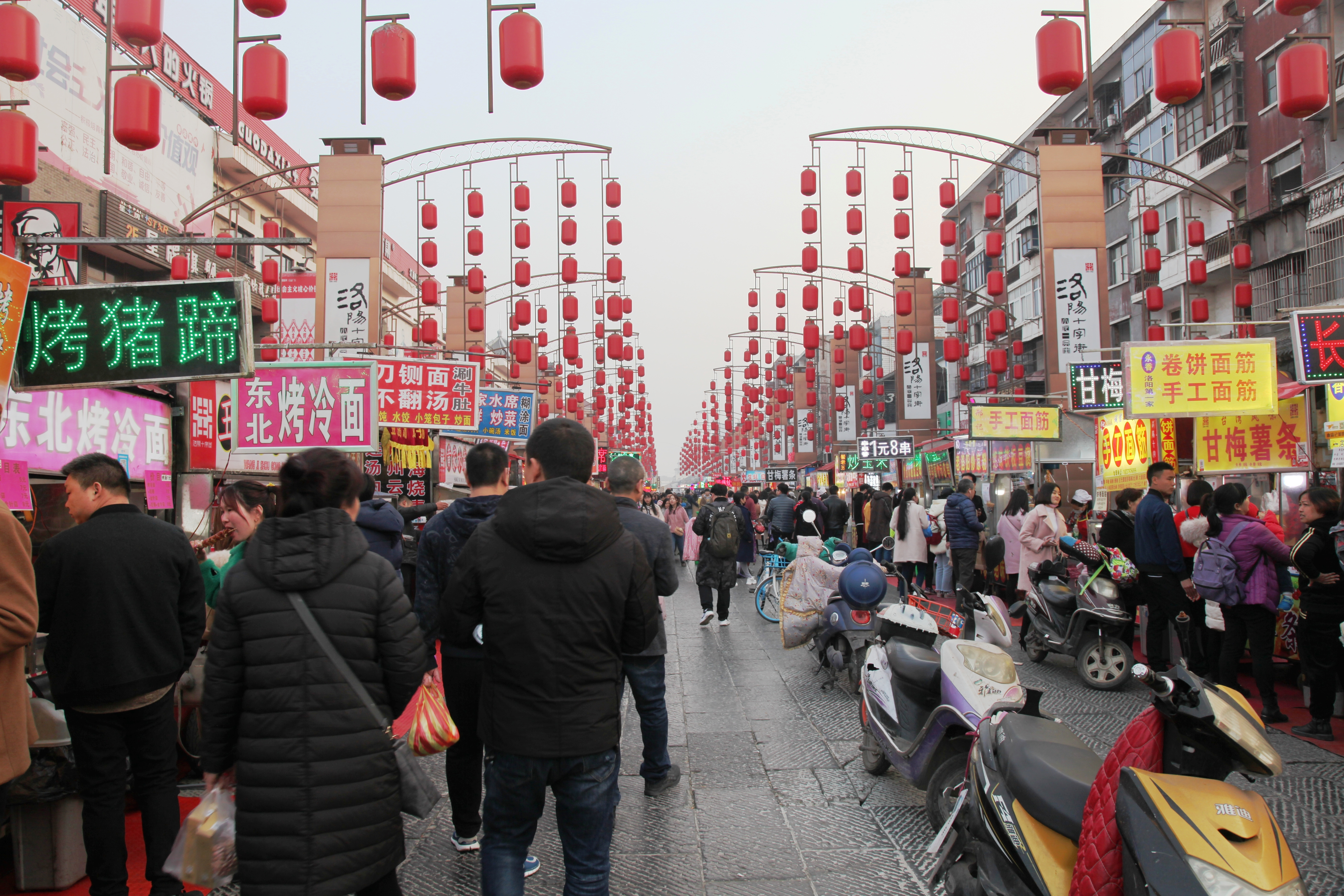
Mercado nocturno en Luoyang.

El sector de servicios de Henan es más bien pequeño y está poco desarrollado. Las finanzas y el comercio se concentran en gran medida en centros urbanos como Zhengzhou y Luoyang, donde la economía se nutre de una base de consumidores amplia y relativamente acomodada. Para que la economía esté más basada en el conocimiento y la tecnología, el gobierno estableció una serie de zonas de desarrollo en todas las ciudades principales, promoviendo industrias como el software, las tecnologías de la información, los nuevos materiales, la biofarmacia y la foto-máquina-electrónica.

## Cultura

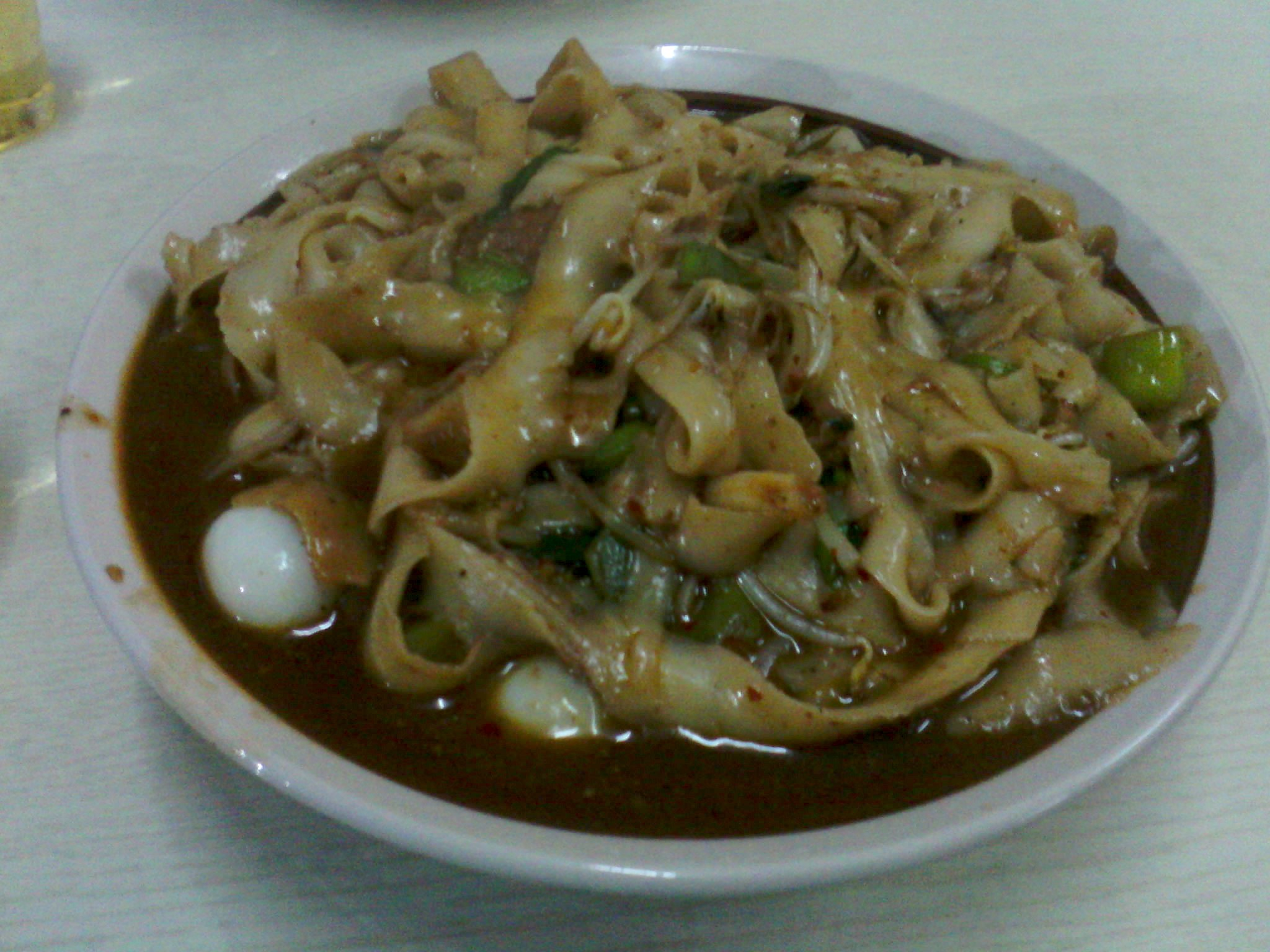
Huimian, un tipo de plato de fideos planos muy popular en Henan.

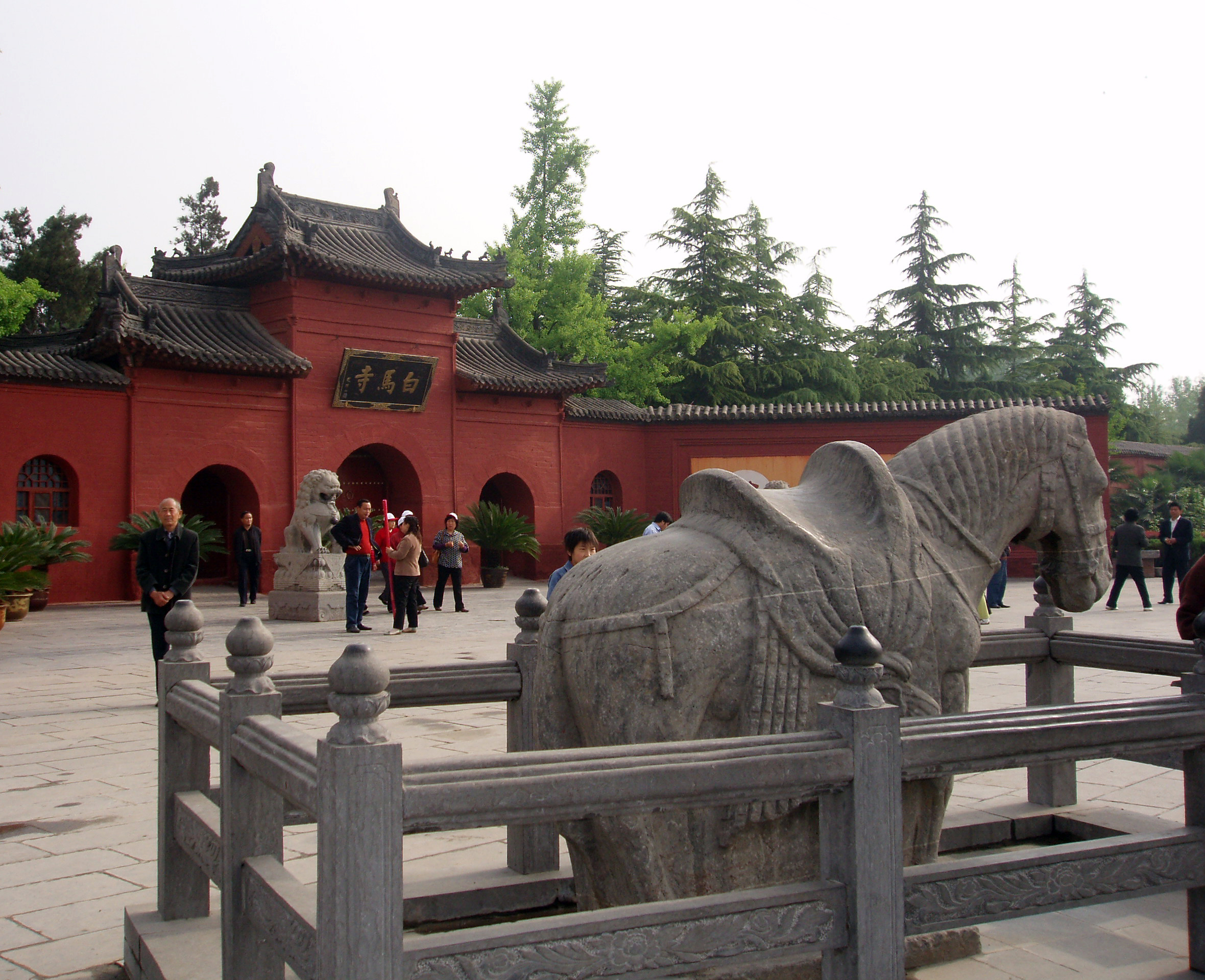
Templo del Caballo Blanco, templo budista que se remonta a la dinastía Han.

La cocina de Henan es la gastronomía local, con tradiciones como el Shuixi de Luoyang (la "mesa de agua" de Luoyang, compuesta enteramente por varias sopas, etc.); el Duncai de Xinyang (verduras fermentadas de Xinyang), y la cocina tradicional de Kaifeng.
En la mayor parte de Henan se hablan dialectos del grupo de dialectos del mandarín que se hablan en el norte y suroeste de China. Los lingüistas incluyen estos dialectos en la categoría de "mandarín de Zhongyuan". El extremo noroeste de Henan es una excepción, donde la gente habla en cambio dialectos Jin. Los dialectos de Henan se denominan colectivamente "el dialecto de Henan" en el uso popular, con rasgos estereotipados fácilmente identificables.
La ópera Yu (Yuju) es la forma local de ópera china; también es conocida y popular en el resto de China. El Quju de Henan y el Yuediao de Henan son también importantes formas de ópera locales.
Entre los productos artísticos y artesanales tradicionales más importantes se encuentran: Junci, un tipo de porcelana originaria de Yuzhou que destaca por sus imprevisibles patrones de color; las tallas de jade de Zhenping; y los Tangsancai ("Tres colores de Tang") de Luoyang, que son figuritas de barro hechas al estilo tradicional de la dinastía Tang.
Según una encuesta de 2012, sólo alrededor del 13% de la población de Henan pertenece a religiones organizadas, siendo los grupos más numerosos los budistas, con un 6,4%, seguidos de los protestantes, con un 5,6%, los musulmanes, con un 1,3%, y los católicos, con un 0,5%. Henan cuenta con algunos centros importantes del budismo chino, el Templo del Caballo Blanco y el famoso Monasterio de Shaolin.
Henan tiene también la mayor población cristiana por número y porcentaje de cualquier provincia de China, el 6,1% de la población de la provincia en 2012, lo que corresponde a unos 7 millones de cristianos. Una encuesta de 2009 informó que la proporción de cristianos era del 9,33%.

## Educación

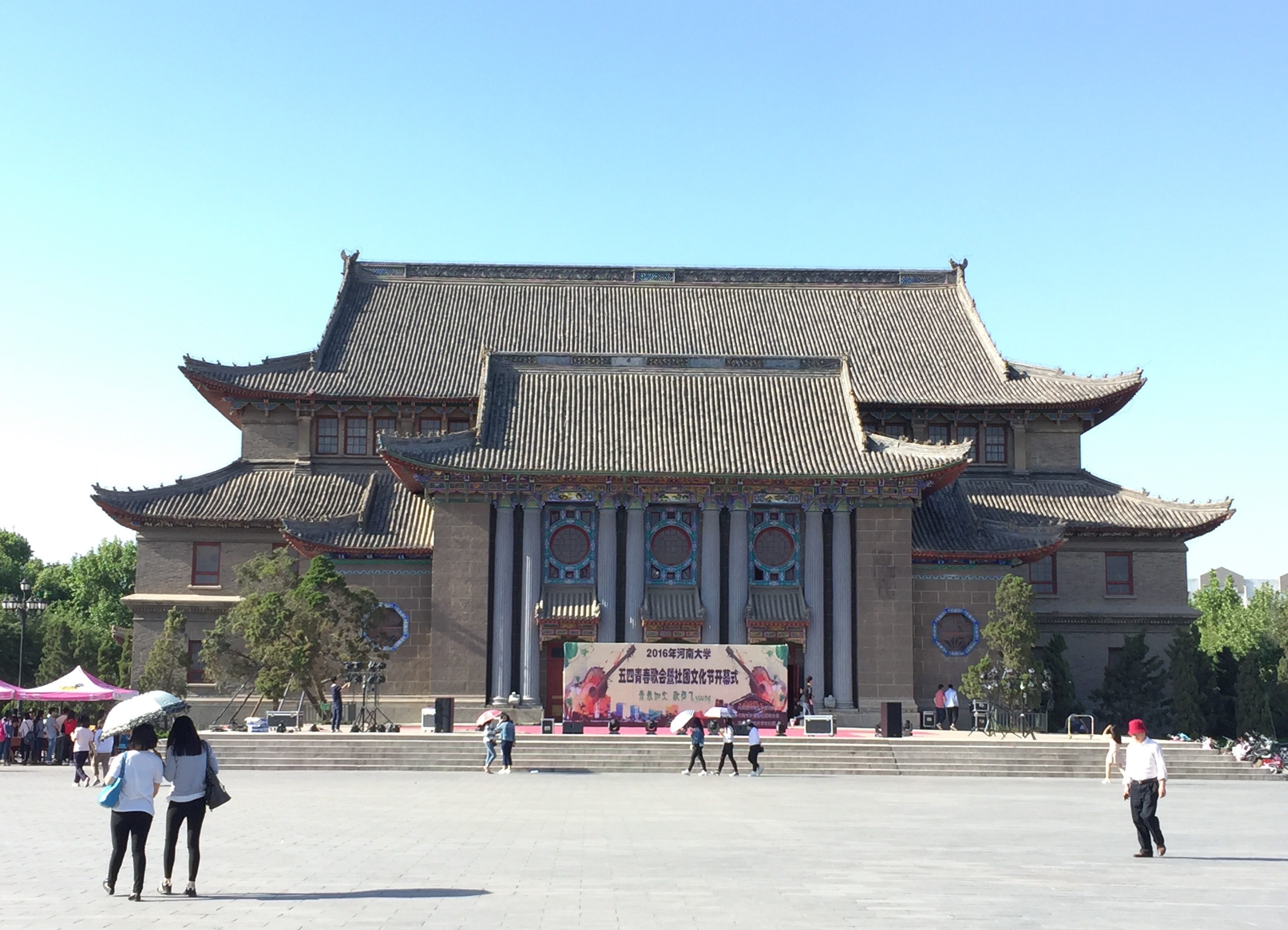
Campus principal de la Henan University.

A continuación un listado de los centros educativos más importantes de Henan:
- Zhengzhou University
- Henan University of Economics and Law
- Henan University
- Henan Agricultural University
- Henan Polytechnic University
- Henan University of Science and Technology
- Henan Normal University
- North China University of Water Resources and Electric Power
- Zhongyuan Institute of Technology
- Zhengzhou University of Light Industry
- Henan University of Technology
- Zhengzhou Institute of Aeronautical Industry Management
- Henan Medical University
- Henan College of Traditional Chinese Medicine
- Xinxiang College
- Huanghe Science and Technology University
- Nanyang Institute of Technology
- Sias University
- Shangqiu College
- Shangqiu Normal College
- Anyang Institute of Technology
- Zhengzhou Grain College
- Zhengzhou University of Technology
- Zhengzhou Textile Institute
- Luoyang Institute of Technology
- Pingdingshan Normal College
- Xinxiang Medical University
- Nanyang Teachers College